# Hughesville (Maryland)
Hughesville est une census-designated place située dans le comté de Charles, dans l’État du Maryland, aux États-Unis. Lors du recensement de 2020, elle comptait 2 438 habitants.